# شبكات بلوآتو
Palo Alto Networks, Inc. هي شركة أمريكية متعددة الجنسيات للأمن السيبراني  تقع في سانتا كلارا، كاليفورنيا . منتجها الأساسي هو منصة أمنية تشمل  جدران حماية متقدمة، بالإضافة إلى خدمات سحابة توسّع من قدرات تلك الجدران لتغطي مجالات أمنية أخرى. 
تخدم الشركة أكثر من 70 ألف مؤسسة في أكثر من 150 دولة، بما في ذلك 85 من قائمة  Fortune 100.  وتُعد موطنًا لفريق المتخصص في أبحاث التهديدات التابع لوحدة 42  كما تنظّم مؤتمر Ignite للأمن السيبراني .  وهي ايضًا شريك رسمي لمنتدى الاقتصادي العالمي . 
في يونيو 2018، انضم نيكيش أرورا، المدير التنفيذي السابق في  جوجل وسوفت بنك، إلى الشركة ليشغل منصب رئيس مجلس إدارة والرئيس التنفيذي . 

## تاريخ
تَأسست شركة Palo Alto Networks في عام 2005 على يد نير زوك،  وَهو مهندس سابق في شركتي  Check Point و NetScreen Technologies .  وهو  إسرائيلي الجِنسية، بَدَأَ العمل مع الحَواسِيب خِلال فترة خدمتُه العسكرية الإلزامية في قوات الدفاع الإسرائيلية في أوائل التسعينيات  حيث شغل منصب رئيس تطوير البرمجيات في الوحدة 8200 ، وهي فرع تابع لسلاح الاستخبارات الإسرائيلي. 
طرحت الشركة أسهمها للاكتتاب العام في بورصة نيويورك بتاريخ 20 يوليو 2012، وجمعت من خلال طرحها العام الأولي  حوالي 260 مليون دولار، مما جعل اكتتابها رابع أكبر اكتتاب تقني في عام 2012.    وظلت الشركة مدرجة في بورصة نيويورك حتى أكتوبر 2021 حينما نقلت إدراجها إلى بورصة ناسداك .  
في عام 2014، أسّست شركة Palo Alto Networks تحالفًا يدعى Cyber Threat Alliance بالتعاون مع شركات  Fortinet وMcAfee وNortonLifeLock ، وهو منظمة غير ربحية تهدف إلى تحسين الأمن السيبراني "للصالح العام" من خلال تشجيع التعاون بين شركات الأمن السيبراني عبر مشاركة معلومات التهديدات السيبرانية بين الأعضاء.   وبحلول عام 2018، توسّع التحالف ليضم 20 عضوًا من بينهم شركات بارزة مثل: Cisco وCheck Point وJuniper Networks و Sophos . 
في عام 2018، بدأت الشركة بإنشاء منشآت تدريب على الأمن السيبراني حول العالم ضمن المبادرة النطاق السيبراني العالمي .
في مايو 2018، أعلنت الشركة عن إطلاق عمل التطبيقات ، وهو نظام بيئي مفتوح قائم على السحابة يتيح هذا الإطار للمطورين نشر خدمات أمنية كتطبيقات SaaS يمكن تسليمها فورًا للعملاء. 
في عام 2019، أعلنت الشركة عن: سلسلة K2، وهي تعد جدار حماية من الجيل التالي جاهز لشبكة الجيل الخامس، صُمم خصيصًا لمزودي الخدمات الذين لديهم متطلبات متقدمة تتعلق بشبكات الجيل الخامس وإنترنت الأشياء . [بحاجة لمصدر أفضل] .تهدف هذه السلسلة إلى توفير أمان عالٍ وقابلية للتوسيع في بيئات الاتصالات الحديثة.   

### الاستحواذات
- يناير 2014: مورتا سيكيوريتي [29] [30]
- أبريل 2014: Cyvera مقابل ما يقرب من 200 مليون دولار [31] [32]
- مايو 2015: CirroSecure [33]
- مارس 2017: LightCyber مقابل ما يقرب من 100 مليون دولار [34]
- مارس 2018: شركة أمن السحابة Evident.io مقابل 300 مليون دولار. أدى هذا الاستحواذ إلى إنشاء قسم Prisma Cloud. [35]
- أبريل 2018: سيكدو [36]
- أكتوبر 2018: RedLock مقابل 173 مليون دولار [37]
- فبراير 2019: ديميستو مقابل 560 مليون دولار [38]
- مايو 2019: تويستلوك مقابل 410 مليون دولار [39]
- يونيو 2019: PureSec مقابل 47 مليون دولار [40] [41]
- سبتمبر 2019: Zingbox مقابل 75 مليون دولار [42]
- نوفمبر 2019: شركة Aporeto، Inc. مقابل 150 مليون دولار [43]
- أبريل 2020: شركة CloudGenix، Inc. مقابل 420 مليون دولار [44]
- أغسطس 2020: مجموعة Crypsis مقابل 265 مليون دولار [45]
- ديسمبر 2020: التوسع بقيمة 1.25 مليار دولار (أُعلن في البداية عن 800 مليون دولار في نوفمبر 2020). [46]
- فبراير 2021: Bridgecrew مقابل 156 مليون دولار [47]
- نوفمبر 2022: شركة سيدر سيكيوريتي بقيمة 300 مليون دولار. [48]
- أكتوبر 2023: أعلنت عن نيتها الاستحواذ على شركة Dig Security مقابل 400 مليون دولار [49] [50]
- نوفمبر 2023: Talon Cyber Security مقابل 625 مليون دولار [51]
- ديسمبر 2023: حفر الأمن مقابل 400 مليون دولار [52]

## البحث عن التهديدات
الوحدة 42 هي فريق استشارات التهديدات والأمن في Palo Alto Networks. تتكون من فريق من الباحثين في مجال الأمن السيبراني والخبراء في الصناعة، ويستخدمون البيانات التي تجمعها منصة الشركة الأمنية لاكتشاف التهديدات السيبرانية الجديدة، مثل
الأشكال الجديدة من البرامج الخبيثة، والجهات الخبيثة التي تعمل حول العالم.  يُشرف الفريق على مدونة شهيرة ينشرون فيها تقارير تقنية تحلل التهديدات والهجمات النشطة.  تم تسمية العديد من الباحثين في الوحدة 42 ضمن قائمة MSRC Top 100، وهي تصنيف السنوي الذي تقوم به شركة Microsoft لأفضل 100 باحث أمني.
 وفي أبريل 2020،حصل اندماج بين وحدة الأعمال المكونة من مجموعة Crypsis التي تقدم خدمات الطب الشرعي الرقمي والاستجابة للحوادث وتقييم المخاطر وخدمات الاستشارات الأخرى مع فريق استخبارات التهديدات في الوحدة 42. 
بحس مكتب التحقيقات الفيدرالي ، ساعد فريق 42 التابع لشركة Palo Alto Networks في حلّ عدد من قضايا الجرائم الإلكترونية البارزة، ومن أبرزها :
قضايا Mirai Botnet وClickfraud Botnet،  وقضية LuminosityLink RAT ،   وساعدت في "عملية Wire-Wire". 
في عام 2018، اكتشفت فريق  42 مجموعة قرصنة تُعرف باسم "غورغون"، ويُعتقد أنها تعمل انطلاقاً من باكستان استهدفت هذه المجموعة جهات حكومية في كلٍ من : 
المملكة المتحدة وإسبانيا وروسيا والولايات المتحدة. استخدمت المجموعة أسلوب احتيالي في إرسال الرسائل المرفقة بمستندات Microsoft Word مصابة باستخدام ثغرة أمنية شائعة الاستخدام من قبل مجرمي الإنترنت وحملات التجسس الإلكتروني . 
في سبتمبر 2018، اكتشف فريق 42   برنامجية فدية خبيثة تُدعى Xbash، وهي برمجية هجينة تجمع بين : الفدية، تعدين العملات المشفرة ، ويُعتقد أنه مرتبطة بجهة تهديد صينية "Iron". يمكن لـ Xbash الانتشار مثل الدودة وحذف قواعد البيانات المخزنة على المضيفين الضحية.  في أكتوبر، حذرت الوحدة 42 من برنامج خبيث جديد لتعدين العملات المشفرة، XMRig، والذي يأتي مع تحديثات Adobe Flash المصابة. يستخدم البرنامج الخبيث موارد كمبيوتر الضحية لتعدين العملة المشفرة Monero . 
في نوفمبر 2018، أعلنت شركة Palo Alto Networks عن اكتشافها لبرمجية خبيثة تُدعى "Cannon"، وهي حصان طروادة يُستخدم لاستهداف كيانات حكومية في الولايات المتحدة وأوروبا.   ويُعتقد أن القراصنة الذين يقفون وراء هذا البرامج الخبيث هم مجموعة Fancy Bear ، وهي مجموعة القرصنة الروسية يُعتقد أنها مسؤولة عن اختراق اللجنة الوطنية الديمقراطية في عام 2016 . يتواصل البرنامج الخبيث مع خادم التحكم والسيطرة عبر البريد الإلكتروني ويستخدم التشفير لتفادي الاكتشاف. 

## الروابط الخارجية
قالب:NASDAQ-100